# Линднер, Кристиан
Кристиан Ли́нднер (нем. Christian Lindner; род. 7 января 1979[…], Вупперталь, Северный Рейн-Вестфалия) — немецкий политик, член ландтага земли Северный Рейн-Вестфалия (2000—2009, 2012—2017), председатель либеральной Свободной демократической партии Германии (2013—2025), министр финансов Германии (2021—2024).

## Ранние годы и образование
Кристиан Линднер родился в Вуппертале. Его отец Вольфган Линднер — преподаватель математики и информатики в гимназии Вермельскирхена. По окончании гимназии в 1998 году и альтернативной гражданской службы Линднер изучал политологию в Боннском университете в 1999—2006 годах.
После одиннадцати семестров он получил учёную степень магистра искусств (MA). Основная тема его магистерской диссертации была: «Налоговая конкуренция и финансовое балансирование. Может ли финансовая конституция быть реформирована?». В 2006 году он начал писать диссертацию под руководством профессора политологии Франка Деккера, которую до сих пор не завершил из-за своей политической деятельности.
Во время учёбы Линднер исполнил свой гражданский долг как офицера запаса в ВВС. В 2002 году ему было присвоено звание обер-лейтенанта в резерве. В 2008 году он был офицером связи ВВС сухопутного командования в Дюссельдорфе, и с сентября 2011 года он является гауптманом в резерве.

## Начало политической карьеры
Линднер вступил в СвДП в 1995 году. Он был членом правления СвДП в земле Северный Рейн-Вестфалия с 1998 года и стал генеральным секретарём в 2004 году (до февраля 2010). В мае 2000 года на выборах в ландтаг Северного Рейна-Вестфалии, 21-летний Линднер был избран, став самым молодым депутатом в истории Ландтага. Первоначально он был пресс-секретарём по делам семьи и интеграции, а затем с 2005 года по 2009 год был вице-председателем депутатской группы СВДП в парламенте и пресс-секретарём по инновациям, науке и технике. В 2007 году он также стал членом исполнительного Совета СВДП на федеральном уровне.
С 2009 года Линднер был членом немецкого бундестага. В переговоры по созданию коалиционного правительства после федеральных выборов 2009 года, он был частью делегации СВДП в рабочей группе по вопросам семьи, интеграции иммигрантов и культуры, возглавляемой Марией Бемер и Ганс-Йоахимом Отто.
С декабря 2009 года и до его неожиданной отставки в декабре 2011 года Линднер был также Генеральным секретарём СВДП на федеральном уровне, под руководством председателя партии Филиппа Рёслера. Его отставка была вызвана проведением вынужденного внутрипартийного голосования.
Линднер позже был избран в качестве Председателя СвДП в Северном Рейне-Вестфалии перед выборами местного ландтага 2012 года, сменив Даниэля Бара. На выборах СвДП получила 8,6 % голосов, превзойдя все ожидания. После победы партии на этих выборах он был избран лидером парламентской фракции СвДП в ландтаге земли Северный Рейн-Вестфалия, сменив на этом посту Герхарда Папке на 15 мая 2012 года. В марте 2013 года он был избран одним из заместителей Рёслера, вместе с Сабиной Лойтхойзер-Шнарренбергер и Хольгером Застровом.

## Председатель СвДП
Линднер был избран новым председателем СвДП после отставки Председателя Филиппа Рёслера после 2013 немецких федеральных выборов, в которых СвДП, впервые с 1949 года, не смогли преодолеть 5 % барьер, чтобы пройти в бундестаг.
Накануне европейских выборов 2014 года Линднер и голландский премьер-министр Марк Рютте служили в качестве «посредников» между Олли Реном и Ги Верхофстадтом в Альянсе либералов и демократов за Европу с кандидатами на председательство в Еврокомиссии; в конечном счёте, кандидаты договорились совместно вести кампании АЛДЕ по выборам с Верхофстадтом, чтобы добиться успеха Жозе Мануэла Баррозу. В то время Линдер был широко известен как поддерживающий Олли Рена.
Линднер был делегатом СвДП в Федеральном собрание с целью избрания президента Германии в 2017 году, где он одобрил правительственного кандидата Франка-Вальтера Штайнмайер. В том же году он руководил успешной кампанией своей партии на выборах в ландтаг земли Северный Рейн-Вестфалия. СвДП снова вошла в ландтаг. При этом Линдер решил не занимать должность в новом правительстве.
6 ноября 2024 года из-за разногласий министра финансов Кристиана Линднера и канцлера Олафа Шольца в Германии разразился правительственный кризис. Кристиан Линднер был отправлен в отставку после отказа поддержки запланированного федерального бюджета на 2025 год. В результате почти все министры СвДП подали в отставку, оставив правительство СДПГ и Зелёных в меньшинстве.
Линднер возглавил СвДП на парламентских выборах в Германии в 2025 году. Как и ожидалось по результатам опросов, партия не смогла преодолеть пятипроцентный барьер, в результате чего потеряла все свои места в бундестаге. После объявления результатов Линднер объявил о своём уходе из политики и отставке с поста лидера СвДП.